# رود تام
 رود تام رودی است به رود اب می‌ریزد. این رود از کشور روسیه می‌گذرد.

## نگارخانه

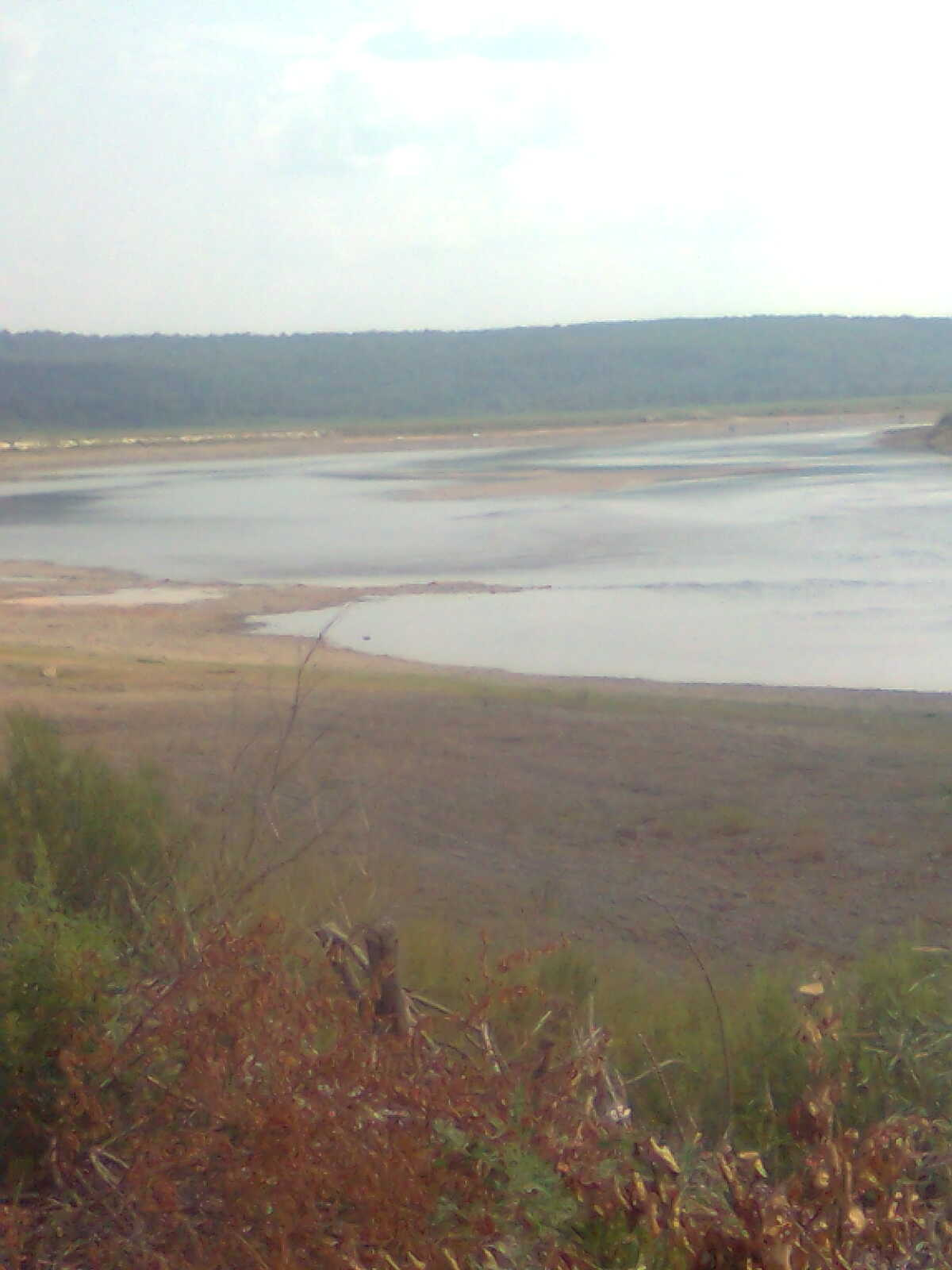